# Lucas Beltrán
Lucas Beltrán (ur. 29 marca 2001 w Córdobie) – argentyński piłkarz pochodzenia włoskiego występujący na pozycji ofensywnego pomocnika lub napastnika, od 2023 roku zawodnik włoskiej Fiorentiny.